# Kolo (danza)

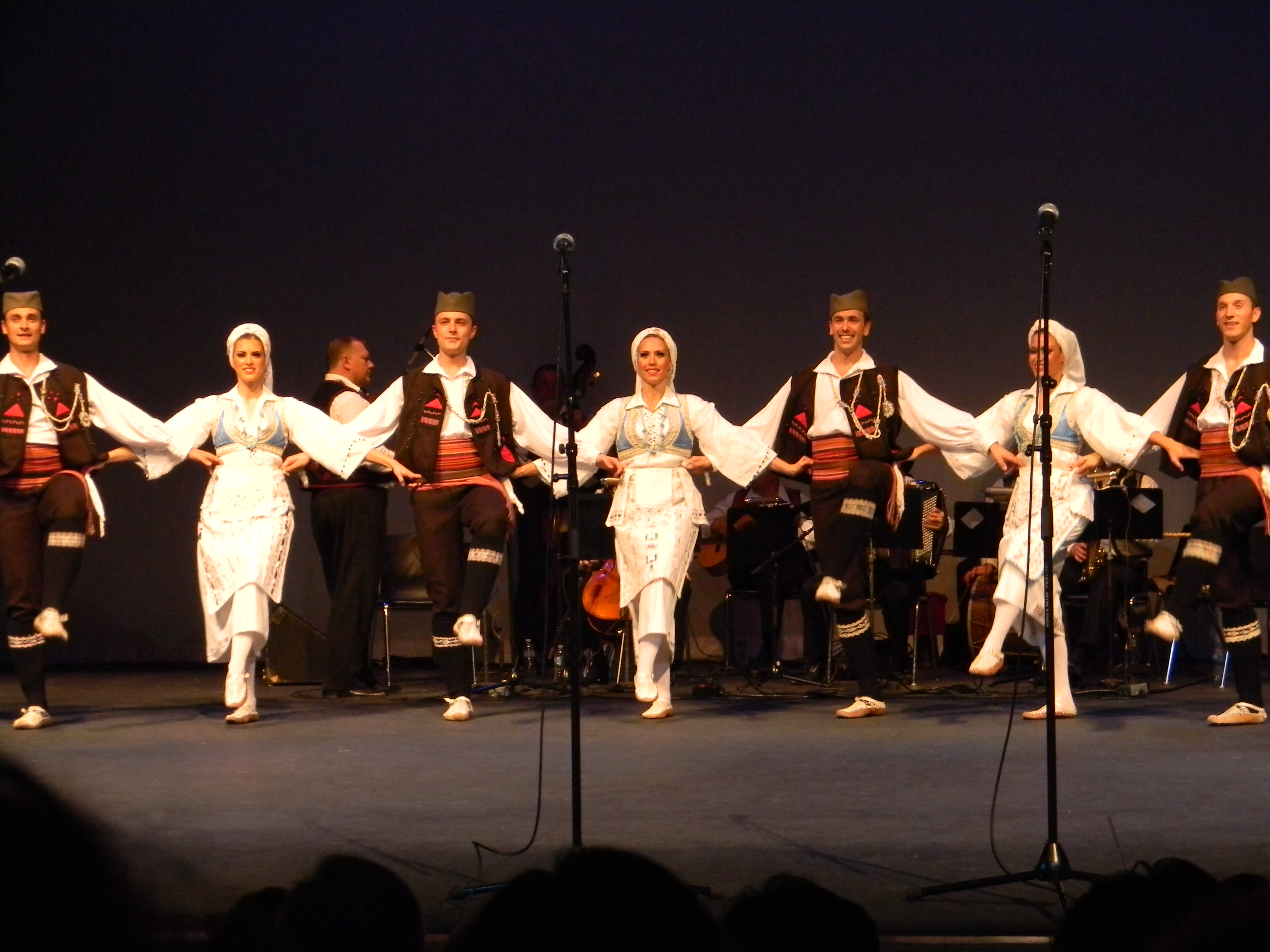
Il kolo serbo

Kolo o Horo (in serbo-croato: Kolo, Коло, "cerchio", in bulgaro Horo, Xоро) è una danza tradizionale di gruppo, popolare soprattutto in  Bosnia ed Erzegovina, Croazia, Bulgaria, Macedonia del Nord, Montenegro e Serbia. Si esegue fra gruppi di persone (generalmente alcune dozzine, ma in ogni caso almeno tre) che abbracciano la vita del vicino, formando idealmente un cerchio, da cui prende nome la danza. Praticamente la parte del corpo sopra la vita non si muove. I passi di base sono facili da imparare, ma i danzatori esperti ballano il kolo con gran virtuosismo, grazie agli elementi ornamentali che vi aggiungono, come i passi sincopati. Ciascuna regione ha almeno un suo kolo; è difficile padroneggiare la danza e neanche i danzatori più esperti riescono a padroneggiare tutte le danze.

## Descrizione
La danza è accompagnata da musica strumentale, suonata spesso con una fisarmonica, ma anche con altri strumenti: la frula, una sorta di flauto tradizionale come il kaval, la tamburica, una varietà di liuto, o la šargija, uno strumento a corda.
Molte varietà di questa danza sono eseguite ai matrimoni e in altre cerimonie civili e religiose. Il kolo può essere danzato in un cerchio chiuso, una catena singola o doppia. Gli uomini e le donne ballano insieme, ma alcune danze sono solo per uomini e altre solo per donne. La musica è generalmente molto veloce. I costumi per il kolo variano da regione a regione, ma quelli bosniaci e serbi sono i più simili fra loro. Gli uomini indossano un berretto, un corpetto largo infilato nei pantaloni che hanno uno sbuffo sulla coscia e poi si restringono dal ginocchio alla caviglia. Le donne indossano vestiti lunghi bianchi con pesantissimi grembiuli di velluto legati in vita. Sia il vestito sia il grembiule sono ricamati con fiori vivaci per far risaltare la femminilità delle danzatrici. Di solito, uomini e donne hanno costumi ricamati. Uno degli elementi più interessanti del costume per ballarla sono le scarpe, chiamate opanci e fabbricate in cuoio modellato per i piedi dei danzatori.

## Galleria d'immagini

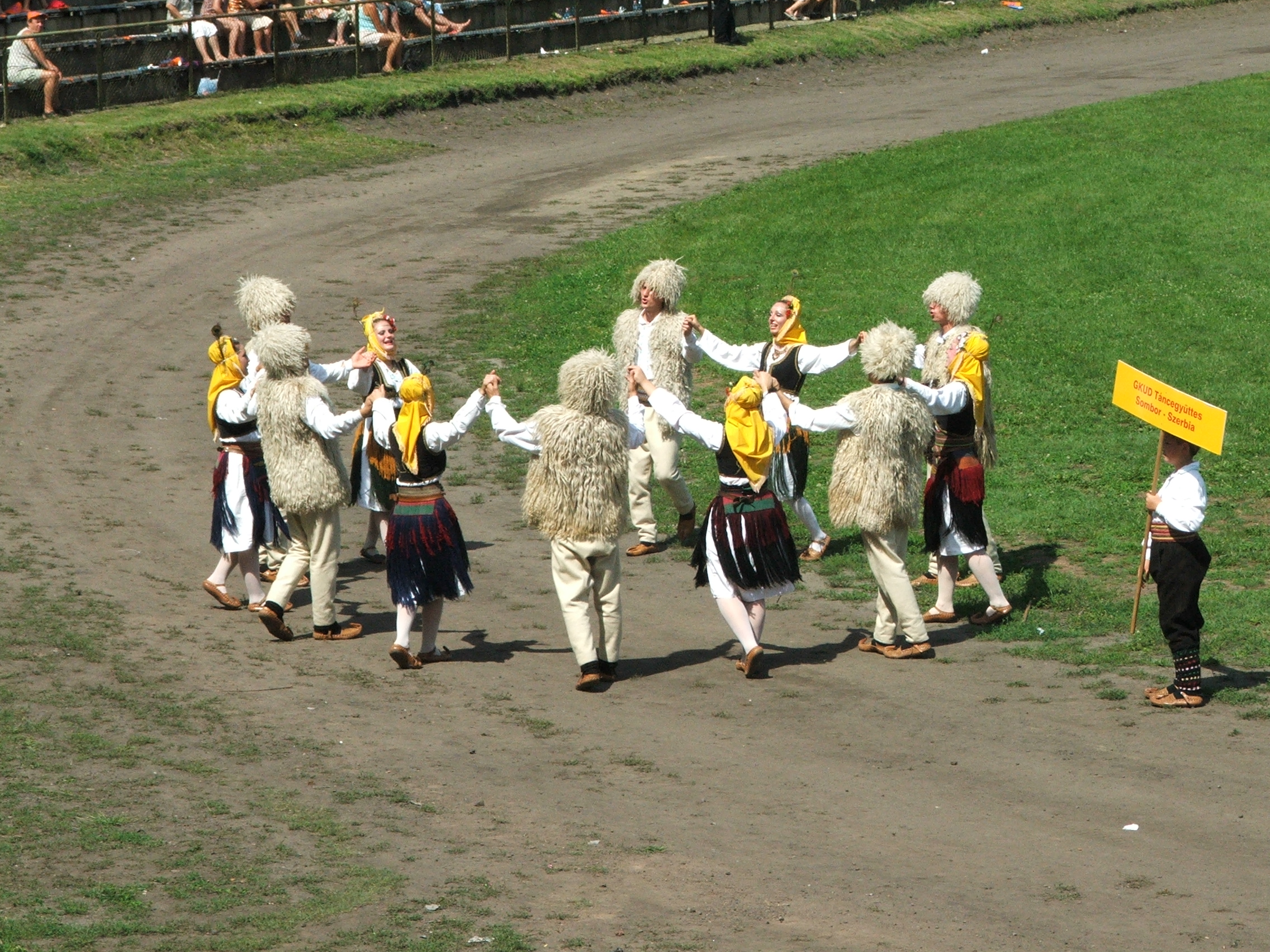
Un gruppo di danza serba di Sombor danza il kolo nel costume della Serbia orientale
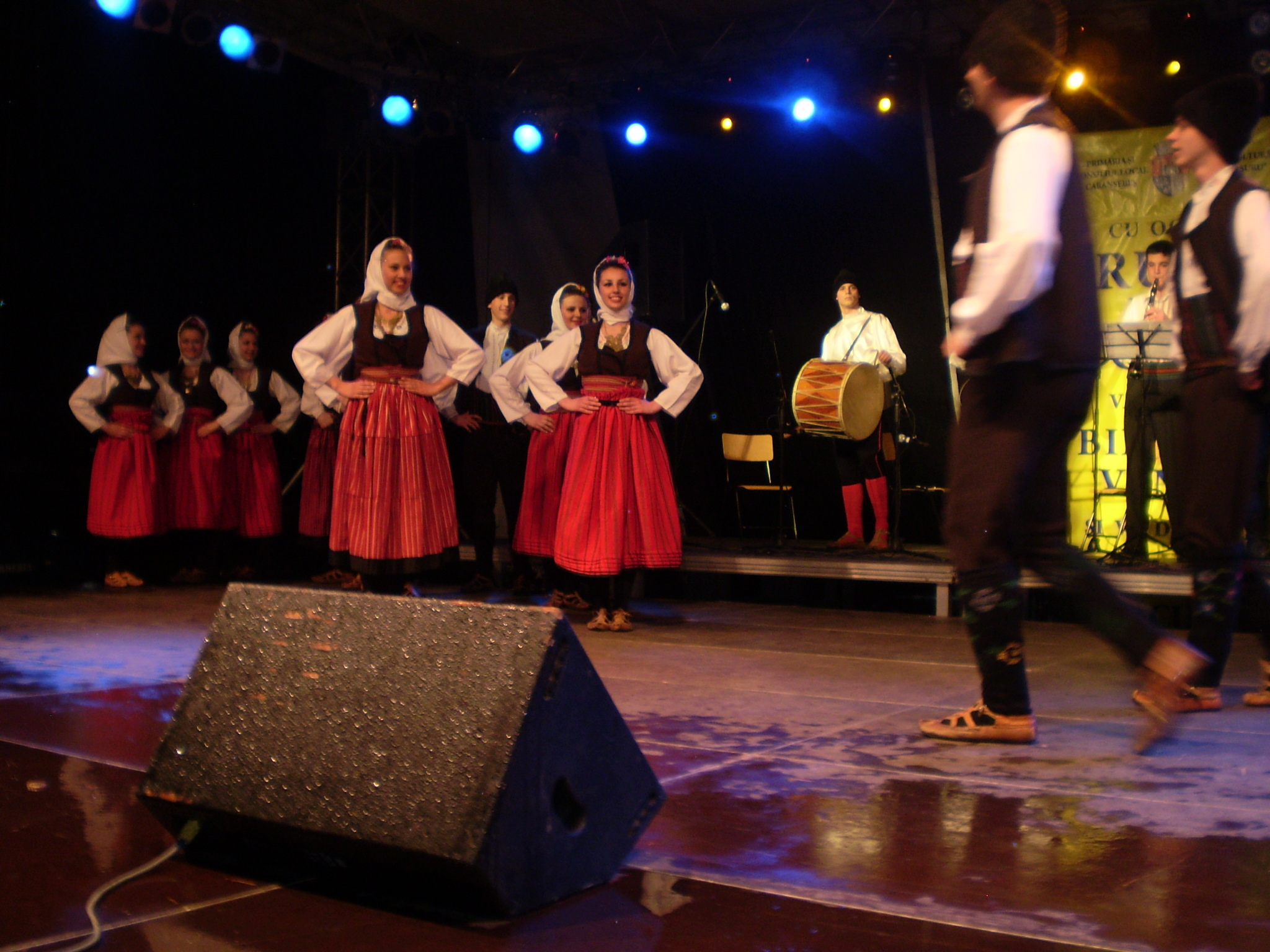
L'Associazione culturale "Vranjsko polje" (un kolo di Vranje) si esibisce a Caransebeș, in Romania.
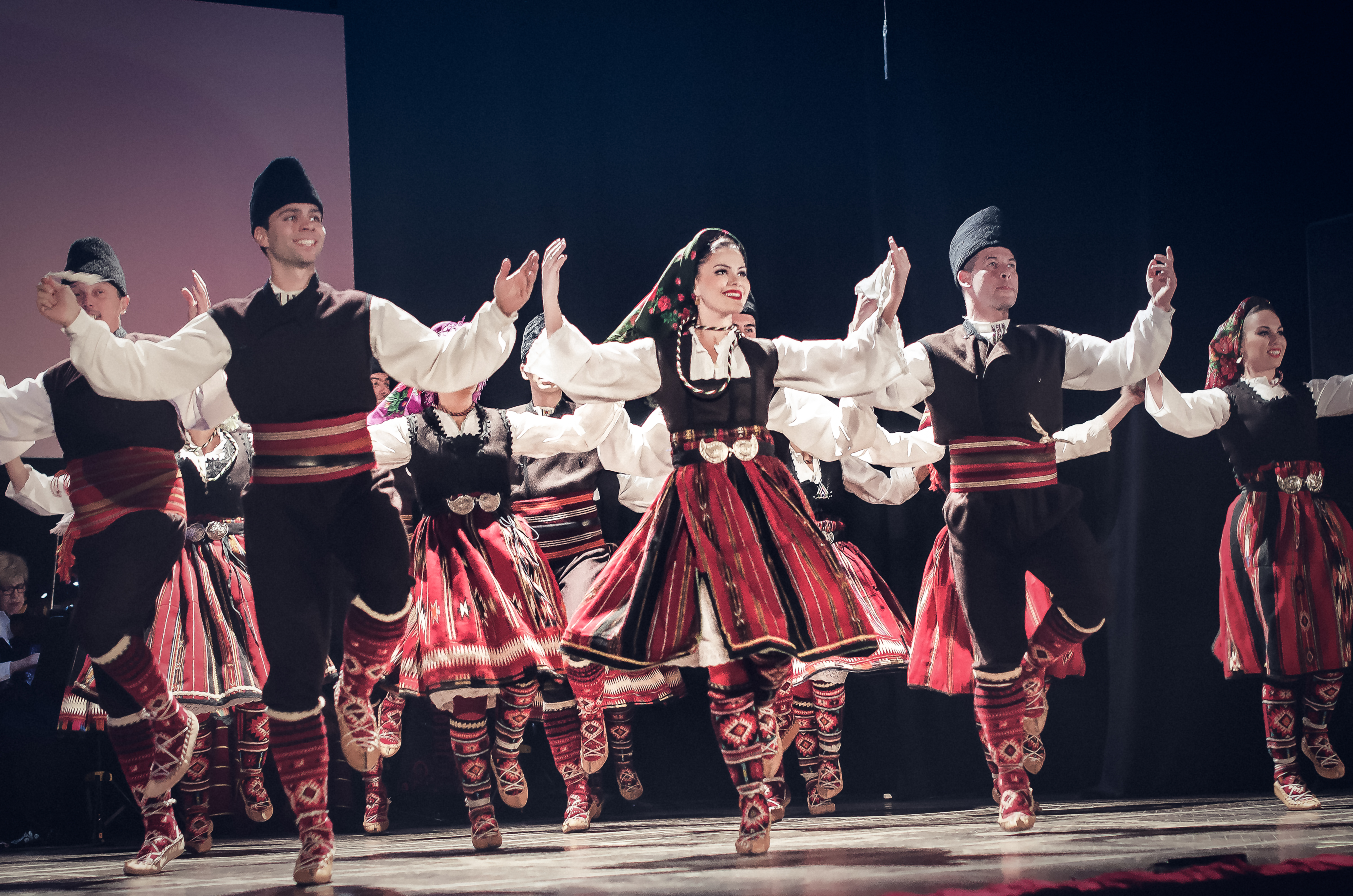
Un'esibizione folkloristica in Serbia, nel 2017.